# Reptilienfonds
Ein Reptilienfonds ist im weiteren Sinn eine „schwarze Kasse“ aus anderweitigen Haushaltsgeldern abgezweigten Mitteln oder aus vor der Steuer verstecktem Schwarzgeld, die in der Regel zur politischen Einflussnahme oder zur Zahlung von Schmiergeldern benutzt wird. Folglich wird über deren Verwendung auch keine öffentliche Rechenschaft abgelegt. Reptilienfonds werden auch Dispositionsfonds genannt.

## Geschichte

### 19. Jahrhundert
Im engeren Sinn entstand der Begriff infolge der Preußischen Annexionen 1866, als der preußische Ministerpräsident Otto von Bismarck nach dem Krieg gegen Österreich Gelder aus dem beschlagnahmten Privatvermögen des Königs Georg V. von Hannover (dem Welfenfonds) und Mitteln des hessischen Kurfürsten Friedrich Wilhelm I. nutzte, um sich eine positive Presse zu erkaufen. Außerdem wollte er die Zustimmung des bayerischen Königs Ludwig II. zum Krieg gegen Frankreich und zur deutschen Reichsgründung unter preußischer Hegemonie erhalten. Schon Heinrich Wuttke hatte dies scharf kritisiert.
Den Ausdruck verwendete Bismarck in einer Rede, die er am 30. Januar 1869 anlässlich der Beratung über die Beschlagnahme des Vermögens des Kurfürsten von Hessen im preußischen Abgeordnetenhaus hielt. Darin bezeichnete er die im Dienst des entthronten Kurfürsten arbeitenden Agenten als „Reptilien“, die er „bis in ihre Höhlen verfolgen und zu vernichten“ suche:

„Der König Georg ging gegen Preußen kriegerisch vor, der Kurfürst diplomatisch. Man speculirt leider nicht mit Unrecht auf die Zerrissenheit der patriotischen Gesinnung in Deutschland, welche leider noch existirt und ihre Vertreter bis in diese Räume entsendet. Meiner Natur wiederstrebt die Spionage, aber wir verdienen Ihren Dank, daß wir diese Reptilien bis in ihre Höhlen verfolgen und zu vernichten suchen. Wir werden die Gelder nicht nur zur Spionage gebrauchen, auch andere Zwecke finden sich.“

„Reptilien“ wurde sogleich zu einem der geflügelten Worte, die auf Bismarck zurückgehen.
Später bezog man diesen Ausdruck – nicht nur seitens der gegnerischen Presse – jedoch auf die Journalisten und Organe, die im Dienst der Regierung standen.

### 20. Jahrhundert
Der Begriff kann aber auch den mit Titel 300: Für Förderung des Informationswesens bezeichneten Haushaltstitel des Bundeskanzleramtes umschreiben, der seit Gründung der Bundesrepublik Deutschland einzig der Prüfung des Bundesrechnungshofes unterlag.
Die Opposition verdächtigte die Bundesregierung mehrmals, aus dem Bundeshaushalt Gelder zur Finanzierung des Wahlkampfes abzuzweigen, was jedoch nie bewiesen werden konnte. Der Titel 300 wurde erst 1967 der parlamentarischen Kontrolle unterworfen. Ähnliche Titel dienten später dann z. B. zum Häftlingsfreikauf politischer Gefangener aus der DDR.
Beispiel für die Anwendung zu bundesrepublikanischer Zeit war Konrad Adenauers Vorgehen in der Saar-Frage: Der Bundeskanzler verkörperte öffentlich eine frankreichfreundliche Haltung, gab vor, die Saar-Frage der Siegermacht Frankreich "opfern" zu wollen und zog den Hass der deutschen Nationalisten, der Presse und seines politischen Umfelds auf sich. Eigentlich steuerte er jedoch eine Antwort zu deutschen Gunsten an, indem er dem DPS-Politiker Heinrich Schneider 10–11 Millionen DM zur Verfügung stellte. Letzterer agitierte in der Saar-Frage in deutschem Sinne.